# Aenne Ley
Aenne Ley, geb. Strässer (* 26. September 1912 in Köln; † 15. April 2010 in Mainz) war eine deutsche Politikerin (FDP).

## Leben und Beruf
Nach Besuch der Handelsschule und einer Lehre als Kauffrau war Aenne Ley in leitenden Positionen in Industrie und Handel tätig. Sie war Mutter eines Sohnes. Ihre politische Laufbahn begann 1961, zunächst ehrenamtlich in der überparteilichen staatsbürgerlichen Frauenarbeit im Deutschen Frauenring. Aenne Ley übernahm für rund zehn Jahre den Vorsitz dieser Organisation in Mainz. Im gleichen Jahr trat sie der FDP bei. 1969 zog sie erstmals für diese Partei in den Mainzer Stadtrat ein.
Im März 1970 wurde Aenne Ley Mitglied des bis 1989 noch existierenden Ortsbeirats Mainz-Innenstadt. 1974 wurde sie die erste Mainzer Ortsvorsteherin, zuständig für Mainz-Innenstadt. Sie wurde zur stellvertretenden Fraktionsvorsitzenden ihrer Partei im Stadtrat berufen und widmete sich besonders der Arbeit im Bauausschuss, im Liegenschaftsausschuss, im Ausschuss für Fragen der Altstadtsanierung, dem Rechnungsprüfungsausschuss und dem Unterausschuss für Fragen des Umweltschutzes. Engagiert war sie darüber hinaus bei der Gründung der Pro Familia in Mainz.
Am 2. Juli 1979 wurde die langjährige Stadträtin zur ehrenamtlichen Beigeordneten als Mitglieder des Stadtvorstandes unter Oberbürgermeister Jockel Fuchs gewählt. Bis zu ihrem Ausscheiden aus dem Amt Ende August 1984 war sie zuständig für die Bereiche Umweltschutz und Sozialversicherung. Aenne Ley war die Verbindungsperson zu den Dienststellen der Bundeswehr (Wehrbereichskommando) und Ansprechpartnerin für die Angelegenheiten der Stationierungsstreitkräfte (1. Brigade der 8. US-Infanteriedivision). In dieser Funktion förderte sie die deutsch-amerikanische Verständigung.

## Wirkung in der Mainzer Politik
Ley war eine Vorreiterin der Frauenbewegung und der Entwicklung  der Umweltschutzbewegung der 1970er Jahre in der Mainzer Politik. Die Einrichtung der Fußgängerzonen, die Bebauung des Anna-Seghers-Platzes und die Überbauung der Bahngleise gehen auf Aenne Ley zurück und sind bis heute bedeutende Bereicherungen für Mainz.

## Orden und Auszeichnungen
- Verdienstkreuz am Bande des Verdienstordens der Bundesrepublik Deutschland
- Ehrenring der Stadt Mainz
- Ratsmedaille der Stadt Mainz
- Mainzer Pfennig
- Ältestes Stadtsiegel der Stadt Mainz in Silber